# アンドリー・フナトフ
アンドリー・ヴィクトロヴィチ・フナトフ(ウクライナ語: Гнатов Андрій Вікторович、アンドリー・グナトフとも)は、ウクライナの軍人。2025年3月よりウクライナ軍参謀総長を務める。

## 経歴
2001年、ハリコフ戦車兵学校を卒業した。
2018年、ウクライナ海兵隊司令部の創設に伴い、第36独立海兵旅団長に任命され、2021年まで同旅団を率いた。
2023年、ウクライナ陸軍南部作戦管区副司令官兼参謀長。 別働隊「プリモーリャ」（オデッサ方面）司令官。
2024年6月24日、ユーリー・ソドル中将の後任としてウクライナ統合軍司令官に任命された。
2025年1月26日、ウォロディミル・ゼレンスキー大統領は、フナトフをウクライナ統合軍司令官任命時より兼任していたホルティツィア作戦戦略群司令官から解任し、参謀次長に任命した。(この時点では引き続きウクライナ統合軍司令官兼任)
2025年2月26日、ウクライナ統合軍司令官を解任された。翌日、ルステム・ウメロウ国防相より、正式にウクライナ参謀次長に任命された。
2025年3月16日、ウクライナ軍参謀総長に任命された。

## 階級
2022年6月17日、准将に昇進。
2024年8月23日、少将に昇進。

## 栄典
- 軍事功労十字章 - 2022年7月27日[12]
- 3等ボフダン・フメリニツキー勲章 - 2020年8月21日[13]
- ウクライナへの軍事貢献に対しての勲章（ウクライナ語版） - 2015年7月3日[14]